# Quầng sáng (hiện tượng quang học)

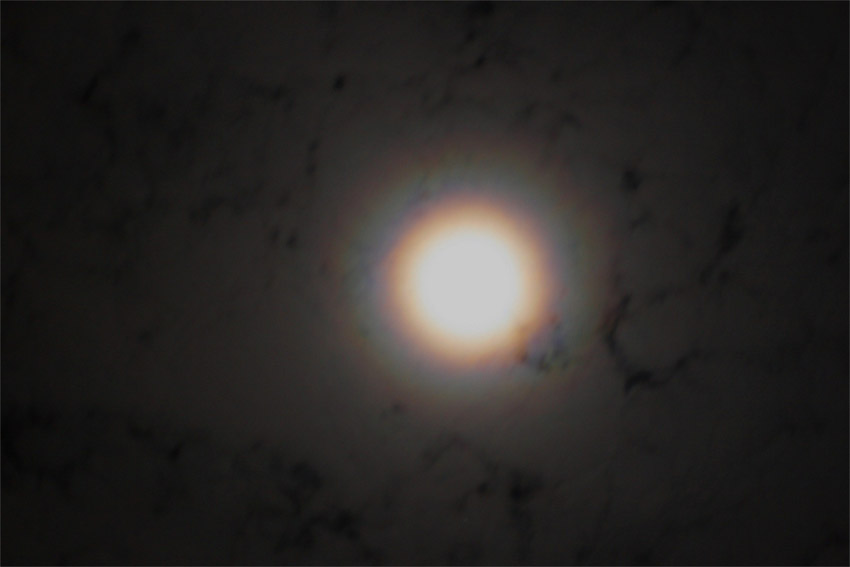
Quầng sáng Mặt Trăng hay nguyệt hoa

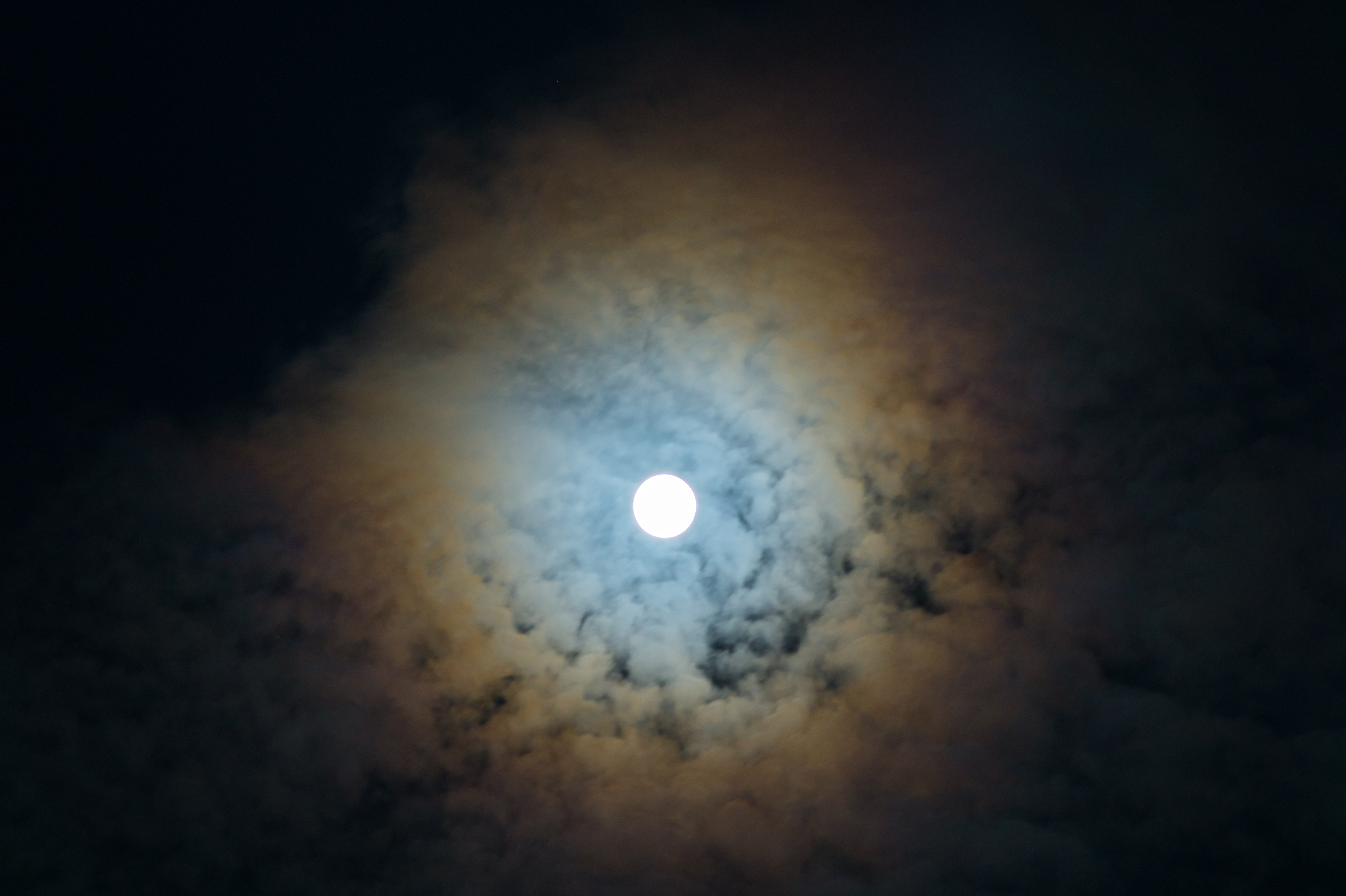
Quầng sáng Mặt Trăng quan sát từ Mumbai, Ấn Độ.

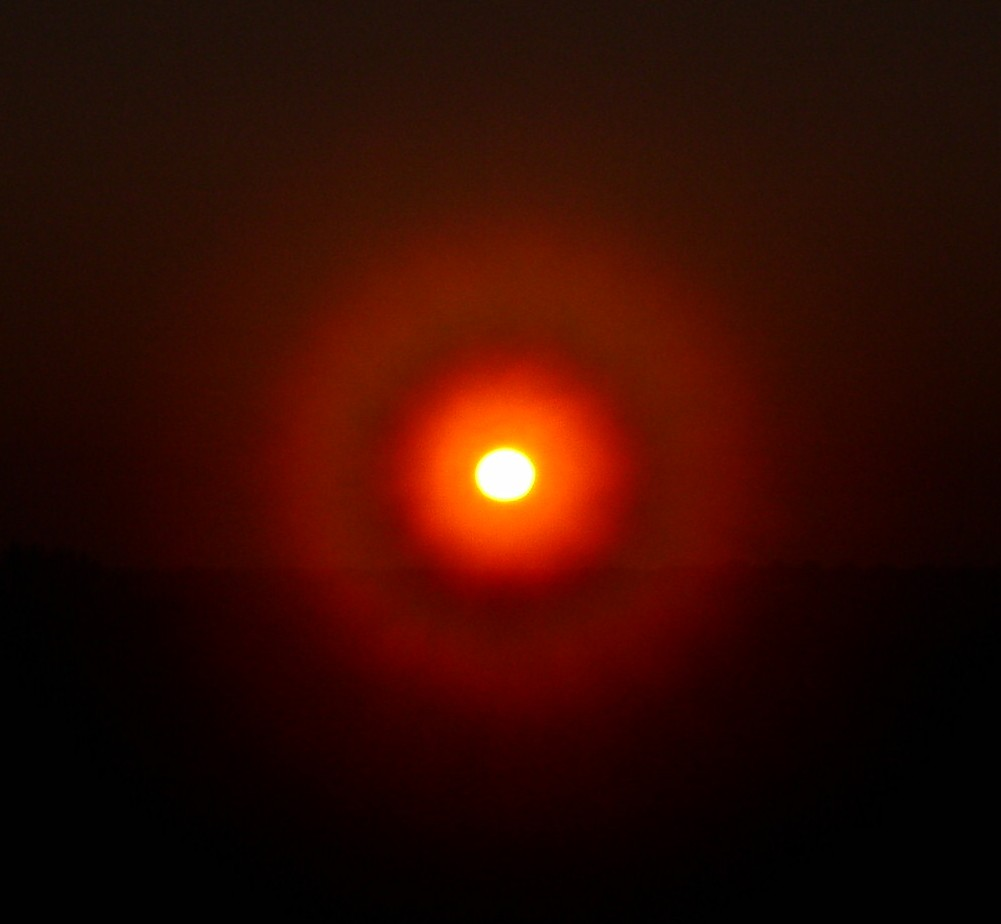
Quầng sáng Mặt Trời (hay nhật hoa) ngay sau khi Mặt Trời mọc.

Trong khí tượng học, quầng sáng hay quang hoa (tiếng Anh: corona, số nhiều: coronae) là một hiện tượng quang học được tạo ra bởi sự nhiễu xạ ánh sáng từ Mặt Trời hoặc Mặt Trăng (hoặc đôi khi là ánh sáng từ các ngôi sao sáng hoặc hành tinh) bởi các giọt nước nhỏ và đôi khi các tinh thể băng nhỏ, có kích thước 10 μm-100 μm, của đám mây hoặc trên bề mặt kính mờ. Ở hình thức đầy đủ của nó, một quầng sáng bao gồm một số vòng tròn màu đồng tâm xung quanh thiên thể và một khu vực sáng trung tâm được gọi là vầng sáng (aureole). Vầng sáng thường là (đặc biệt trong trường hợp của Mặt Trăng) phần nhìn thấy duy nhất của quầng sáng và có biểu hiện là một đĩa màu trắng ánh xanh lam mà mờ dần thành màu nâu ánh đỏ về phía rìa ngoài. Kích thước góc của một quầng sáng phụ thuộc vào đường kính của các giọt nước có liên quan: Các giọt nhỏ tạo ra các quầng sáng lớn hơn. Vì lý do tương tự, quầng sáng được nhìn thấy rõ nét nhất khi kích thước của các giọt nước là đồng đều nhất. Đường kính góc của quầng sáng điển hình là dưới 5°.
Quầng sáng khác với các hào quang (quầng) ở chỗ quầng (hào quang) được hình thành bởi khúc xạ và phản xạ (chứ không phải do nhiễu xạ) từ các tinh thể băng tương đối lớn hơn. Quầng sáng bao quanh Mặt Trời còn gọi là nhật hoa (khác với vành nhật hoa) còn quầng sáng bao quanh Mặt Trăng còn gọi là nguyệt hoa.

## Do phấn hoa
Phấn hoa lơ lửng trong không khí cũng có thể gây nhiễu xạ ánh sáng mặt trời tạo ra quầng sáng. Do các hạt phấn hoa không phải lúc nào cũng là hình cầu nên quầng sáng phấn hoa thường có hình elip đặc trưng và những đốm sáng hơn trong chúng. Chúng có thể được nhìn thấy trong mùa hoa nở, những nơi có nguồn phấn hoa quan trọng như rừng. Chúng dễ nhìn thấy hơn trong lúc Mặt Trời lặn hoặc Mặt Trời mọc vì có ít ánh nắng mặt trời chói lóa và đường đi của tia sáng xuyên qua bầu không khí chứa đầy phấn hoa sẽ dài hơn.

## Từ nguyên

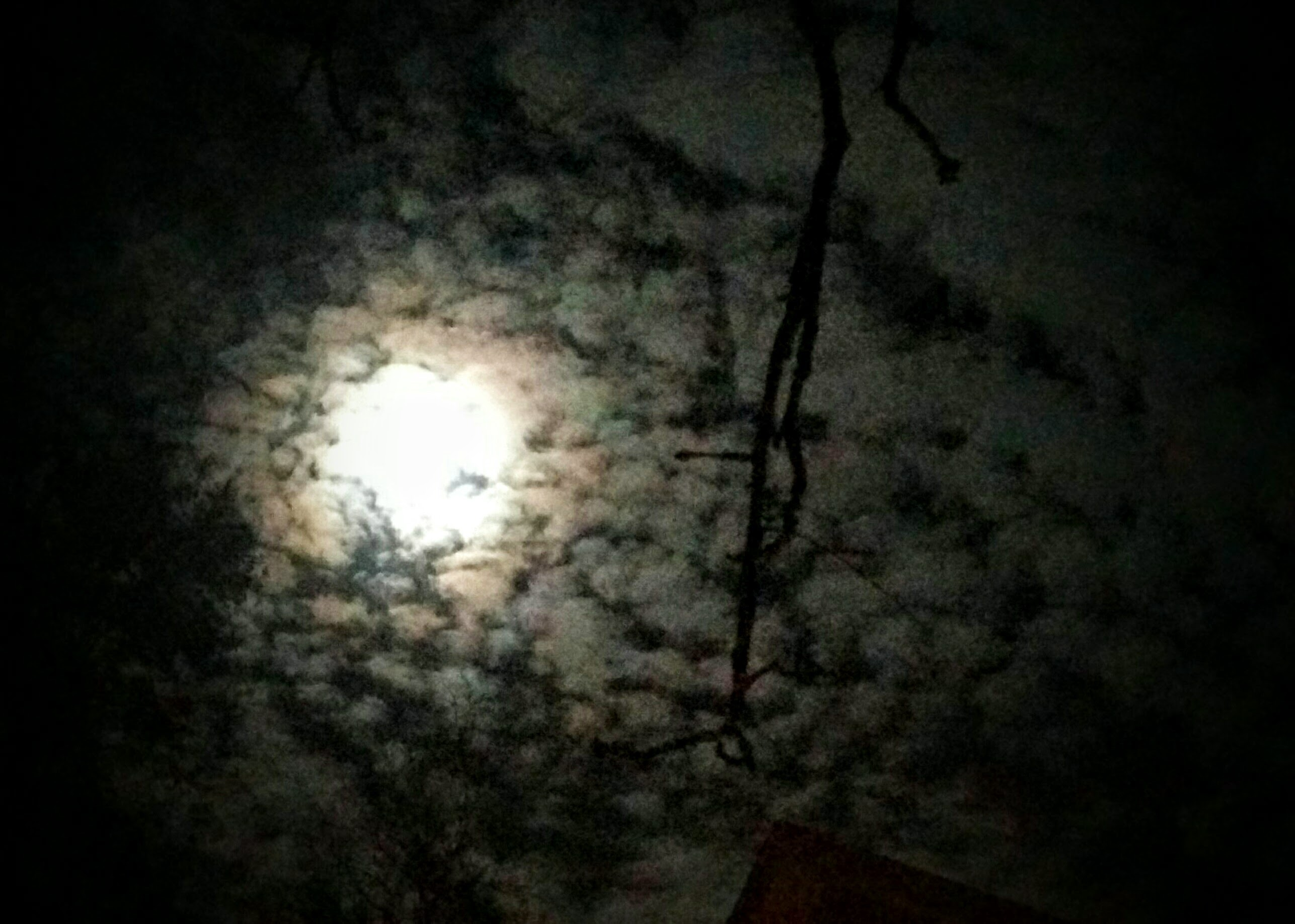
Quầng sáng cùng các đám mây bao quanh Mặt Trăng

Chữ quầng ở đây là từ Hán-Nôm, bắt nguồn từ 𤓇, khác với từ Hán-Việt 暈 (vầng, quầng, vừng, vựng) để chỉ halo (hào quang). Do hiện tượng halo (bằng tiếng Anh) cũng được gọi là quầng nên làm cho nhiều tài liệu bị lẫn lộn, hiểu sai các khái niệm halo và corona.

## Tục ngữ
Câu "trăng quầng thì hạn, trăng tán thì mưa" hay "trăng quầng trời hạn, trăng tán trời mưa" là để chỉ việc dự báo thời tiết theo kinh nghiệm dân gian của người Việt, với quầng ở đây là quầng sáng của Mặt Trăng được đề cập trong bài này; còn tán là chỉ hiện tượng hào quang của Mặt Trăng. Điều này là khá chính xác, vì quầng sáng do các giọt nước nhỏ hay tinh thể băng nhỏ nhiễu xạ ánh sáng tạo ra. Các giọt nước hay tinh thể băng này nói chung nằm trong mây trung tích hay mây trung tầng ở cao độ 2-7 km. Các loại mây này rất ít có khả năng gây mưa.

## Thư viện ảnh

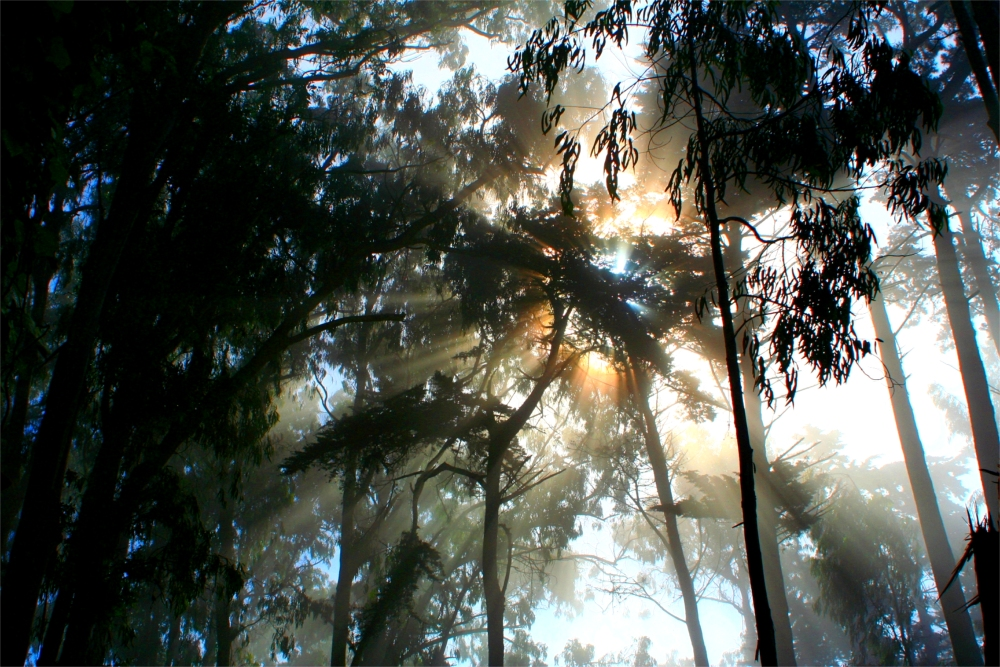
Quan sát quầng sáng Mặt Trời qua rừng cây
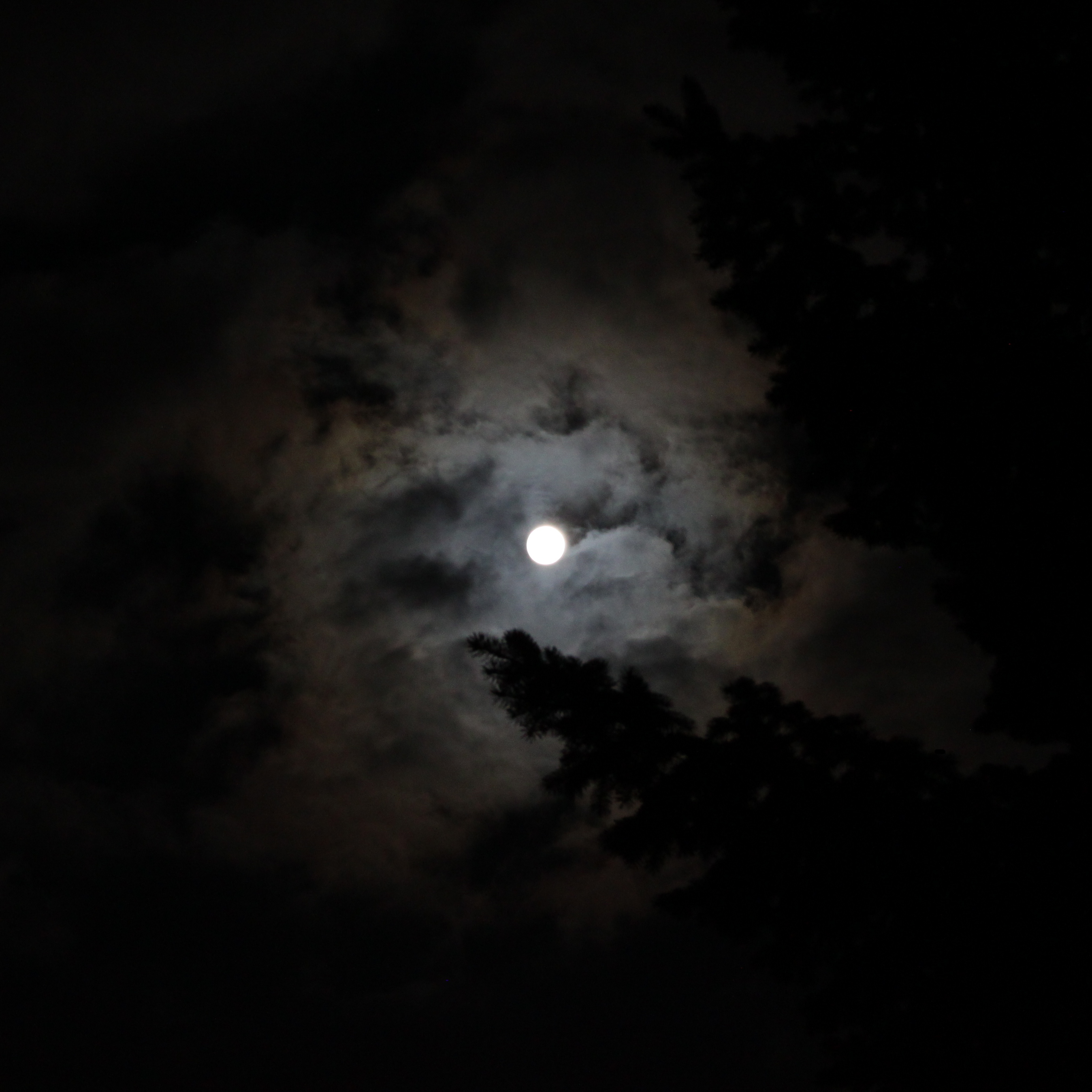
Quầng sáng bao quanh Mặt Trăng
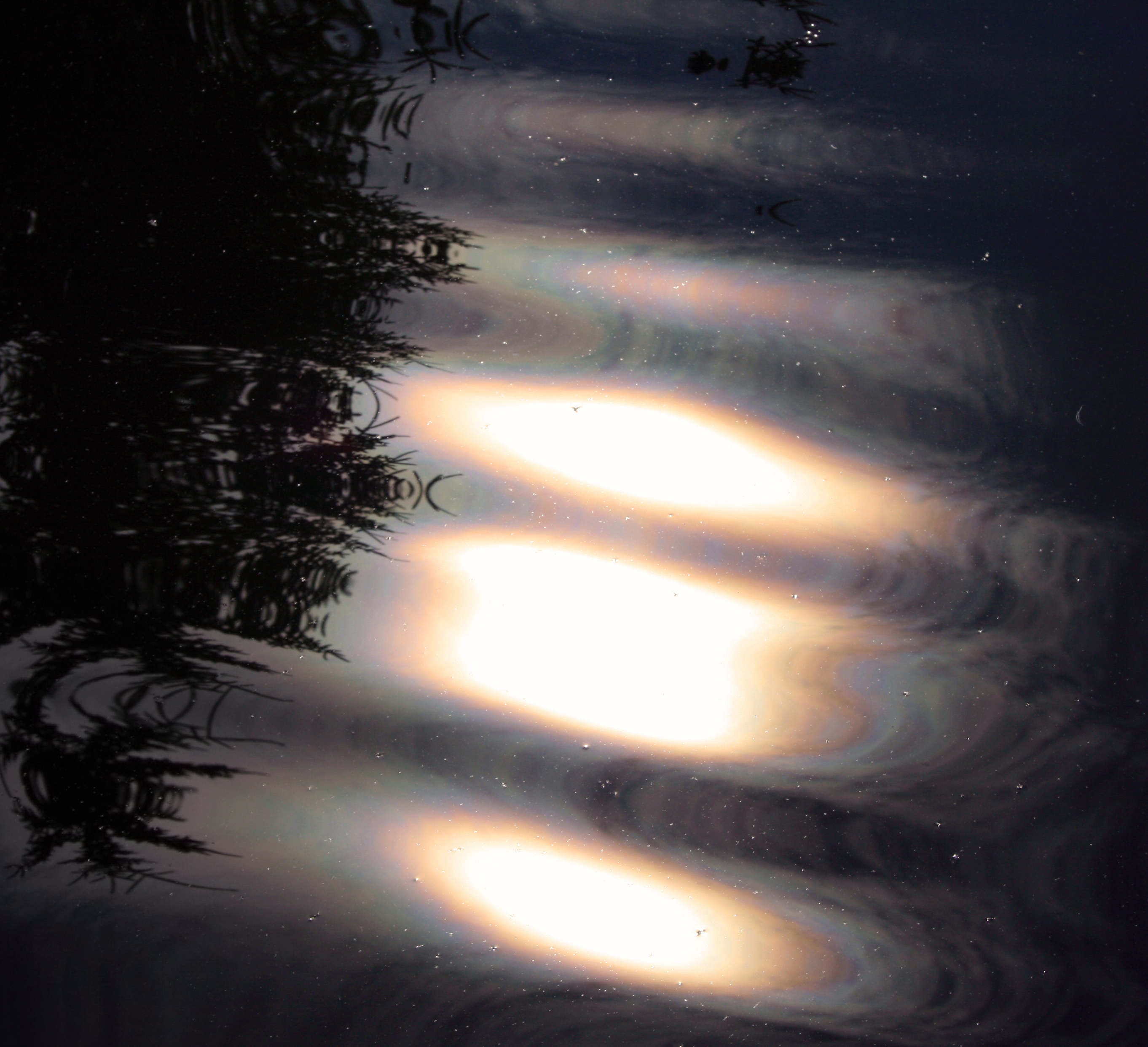
Phản xạ của quầng sáng Mặt Trời
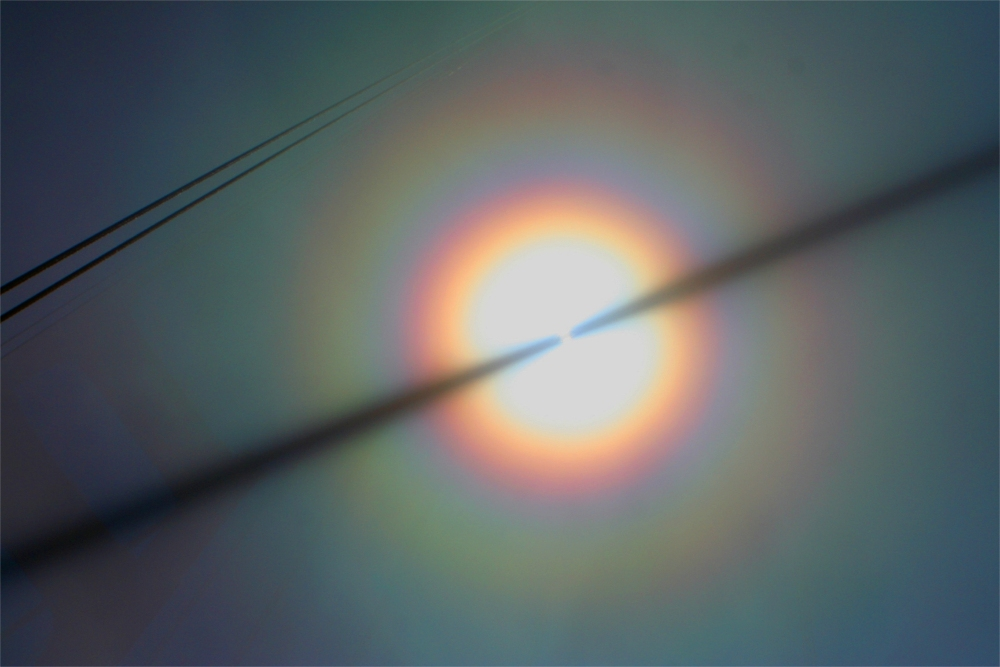
Quầng sáng Mặt Trời tại Cầu Cổng Vàng.
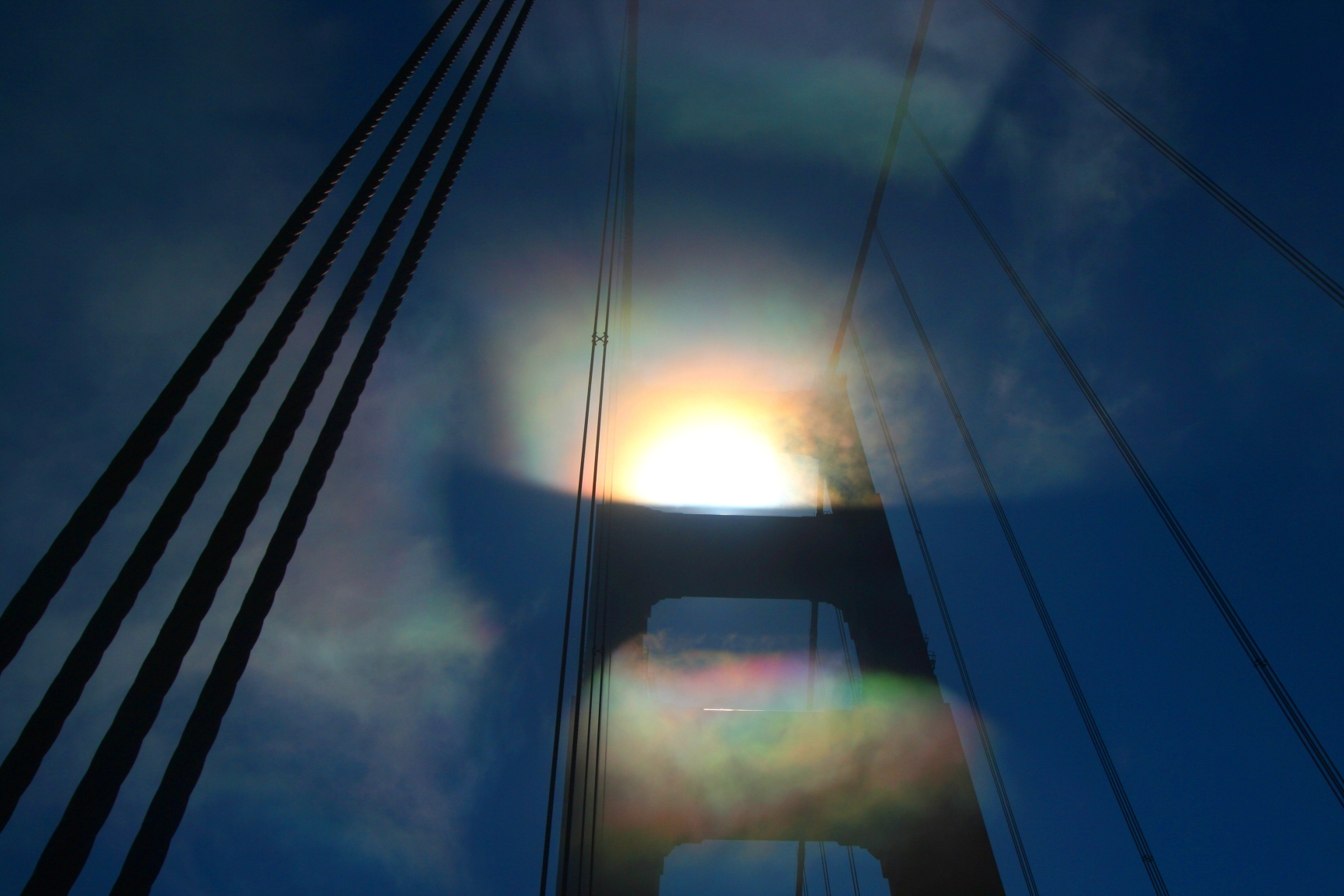
Một phần quầng sáng Mặt Trời tại Cầu Cổng Vàng
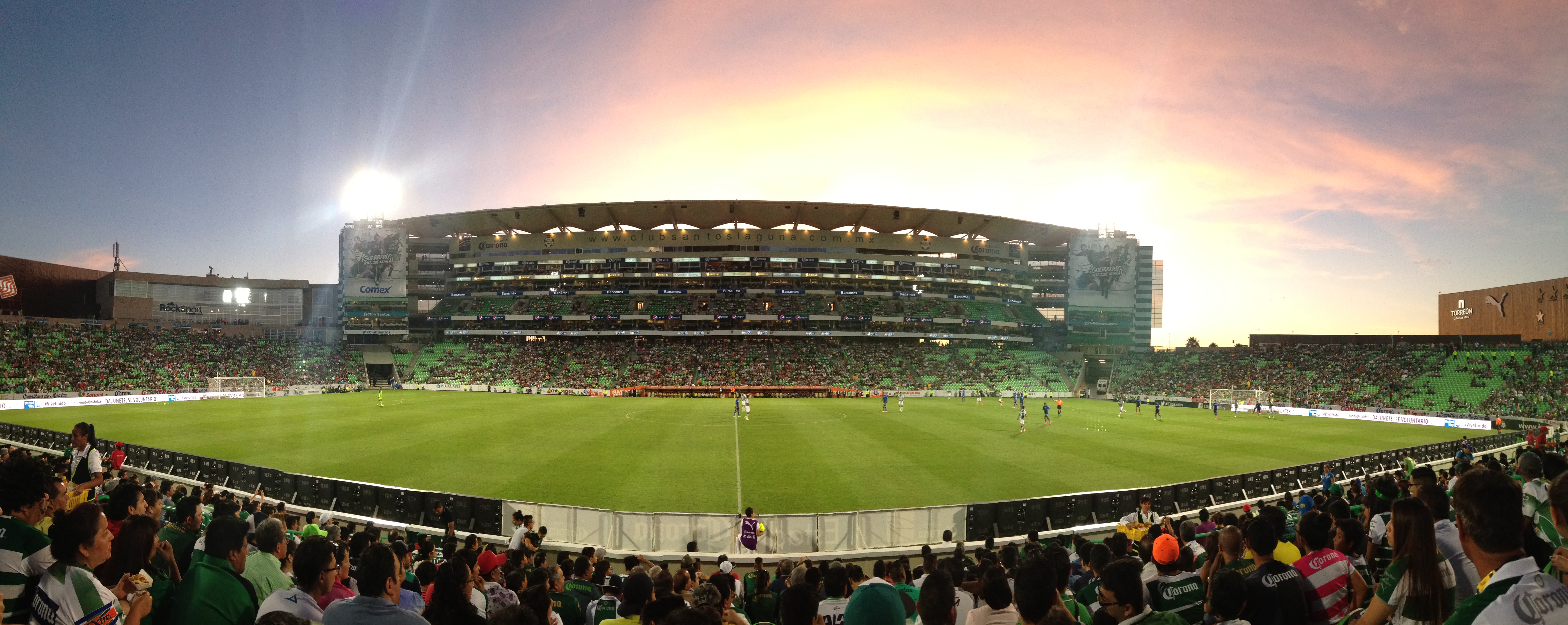
Quầng sáng phát quang tại một sân vận động